# Інсталяційне тестування
Інсталяційне тестування (англ. installation testing) — це вид тестування програмного забезпечення, яке перевіряє чи система/ПЗ встановлена правильно та коректно відтоді працює на апаратному забезпеченні (та у операційній системі) конкретного клієнта чи у наближеному до кінцевого клієнта середовищі. 

## Мета
Інсталяційне тестування спрямоване на перевірку успішної інсталяції та (іноді) налаштування, а також оновлення або видалення (ще іноді відновлення/змінення комплекту) програмного забезпечення. На даний момент серед систем Microsoft Windows дуже часто поширене встановлення ПЗ за допомогою інсталяторів (спеціальних програм, які також потребують належного тестування).

### Ручне та напівручне інсталювання
У реальних умовах інсталяторів може не бути. У цьому випадку доведеться самостійно виконувати встановлення програмного забезпечення, використовуючи документацію у вигляді інструкцій або файлів readme, де крок за кроком мають бути описані необхідні дії та перевірки. Ці кроки ручної/напівручної інсталяції також бажано час від часу перевіряти чи дописувати/редагувати коментарі.
У деяких випадках може бути напівручна інсталяція скриптом, яка може бути компонентом/кроком ручної інсталяції.

## Особливості інсталяторів
Інсталятор – це «звичайна» програма, основні функції якої – встановлення (інсталяція), оновлення та видалення (деінсталяція) програмного забезпечення.
Будучи відносно звичайною програмою, інсталятор має низку особливостей, серед яких варто відзначити, наприклад, наступні:
- глибока взаємодія з операційною системою і залежність від неї (файлова система, реєстр, сервіси та бібліотеки);
- сумісність як рідних, так і сторонніх бібліотек, компонентів або драйверів, з різними платформами;
- зручність використання: інтуїтивно зрозумілий інтерфейс, навігація, повідомлення та підказки;
- дизайн і стиль інсталяційного додатка;
- сумісність налаштувань користувача в різних версіях програми чи в різних версіях інсталятора/деінсталятора.

У інсталяційних програмах ще іноді може бути присутнім відновлення, змінення комплекту ПЗ (чи деяких налаштувань), що постачається.
Інсталятори часто містять у собі деінсталятор.

## Об'єкти інсталяційного тестування
Об'єктами інсталяційного тестування зазвичай є: 
- Встановлення (Інсталяція).
- Коректність списку файлів в інсталяційному пакеті: 
  - при виборі різних типів встановлення, або настановних параметрів список файлів і шляхи до них також можуть відрізнятися.
  - відсутність зайвих файлів (проектні файли, не включені до інсталяційний пакет, не повинні потрапити на диск користувача).
- Реєстрація додатки в ОС.
- Реєстрація розширень для роботи з файлами: 
  - для нових розширень.
  - для вже існуючих розширень.
- Права доступу користувача, який ставить додаток: 
  - права на роботу з системним реєстром.
  - права на доступ до файлів і папок, наприклад: %Windir%\system32.
- Коректність роботи майстра інсталяції (Installation Wizard).
- Інсталяція декількох додатків за одні захід.
- Встановлення одного і того ж додатка в різні робочі директорії однієї робочої станції.
- Оновлення.
- Правильність списку файлів, а так само відсутність зайвих файлів: 
  - перевірка списку файлів при різних параметрах встановлення.
  - відсутність зайвих файлів.
- Зворотна сумісність створюваних даних: 
  - схоронність і коректна робота створених до поновлення даних.
  - можливість коректної роботи старих версій програми з даними, створеними в нових версіях.
- Оновлення при запущеному додатку.
- Переривання оновлення.
- Видалення (Деінсталяція).
- Коректне видалення програми: 
  - видалення з системного реєстру встановлених в процесі інсталяції бібліотек і службових записів.
  - видалення фізичних файлів програми.
  - видалення / відновлення попередніх файлових асоціацій.
  - схоронність файлів створених за час роботи з додатком.
  - видалення при запущеному додатку.
  - видалення з обмеженим доступом до папки програми.
  - видалення користувачем без відповідних прав.